# Ristinasjärvi
Ristinasjärvi är en sjö i Kiruna kommun i Lappland och ingår i Torneälvens huvudavrinningsområde. Sjön har en area på 0,219 kvadratkilometer och ligger 560,6 meter över havet.

## Delavrinningsområde
Ristinasjärvi ingår i det delavrinningsområde (765808-170211) som SMHI kallar för Mynnar i Taatsajärvi. Medelhöjden är 576 meter över havet och ytan är 4,63 kvadratkilometer. Räknas de 5 avrinningsområdena uppströms in blir den ackumulerade arean 278,84 kvadratkilometer. Kilpisjoki som avvattnar avrinningsområdet har biflödesordning 3, vilket innebär att vattnet flödar genom totalt 3 vattendrag innan det når havet efter 537 kilometer. Avrinningsområdet består mestadels av skog (52 procent) och kalfjäll (39 procent). Avrinningsområdet har 0,26 kvadratkilometer vattenytor vilket ger det en sjöprocent på 5,6 procent.